# Alex George

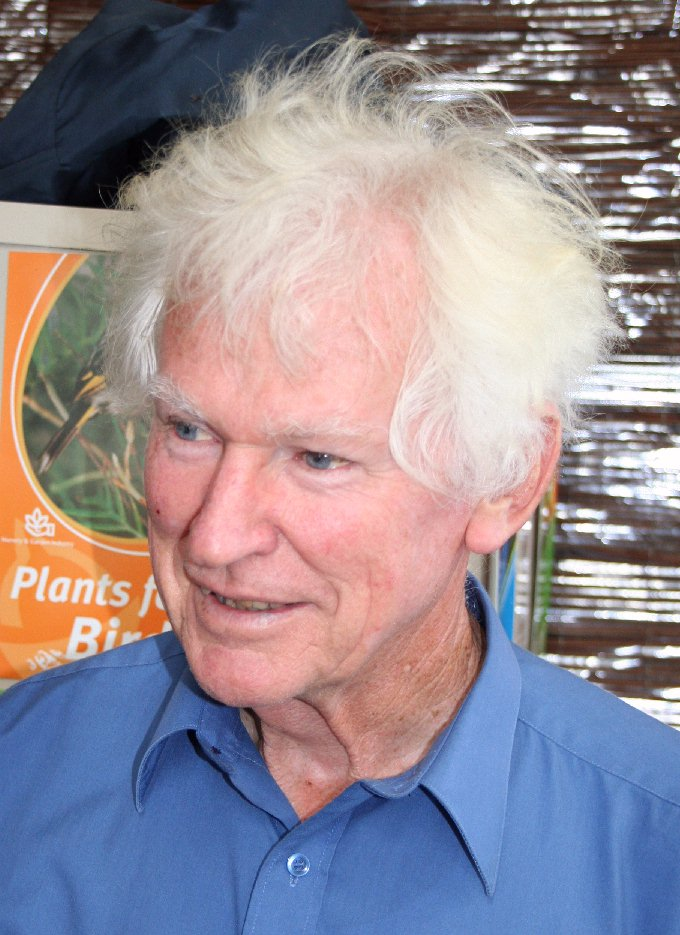
Alex George

Alexander Segger George (4 de Abril de 1939 - ) é um botânico australiano especializado nos gêneros Banksia e Dryandra. O gênero botãnico Alexgeorgea foi publicado em sua homenagem, em 1976.
Nasceu em East Fremantle, Austrália Ocidental, em 4 de abril de 1939. Empregou-se no Western Australian Herbarium como assistente aos 20 anos de idade. Trabalhou com Charles Gardner por um ano, de quem possivelmente adquiriu o interesse em banksias. Em 1963 formou-se Bacharel em Artes na University of Western Australia, e no ano seguinte em botânica. George publicou alguns artigos sobre a história dos naturalista australianos. Em 1999, publicou um livro sobre as coletas de William Dampier na Austrália Ocidental: William Dampier in New Holland: Australia's First Natural Historian.
George especializou-se inicialmente em orquídeas, mas gradualmente moveu-se para Banksia e Dryandra. Contribuiu nos três volumes de Celia Rosser, The Banksias, publicadoes entre 1981 e 2001, que contêm ilustrações de todas as espécies feitas por Rosser. Em 1981, o periódico australiano Nuytsia publicou seu trabalho fundamental, "The genus Banksia L.f. (Proteaceae)", o primeiro tratamento sistemático deste gênero desde a publicação de George Bentham, Flora Australiensis nos anos 1870. Em 1984, publicou The Banksia Book, e no ano seguinte, An Introduction to the Proteaceae of Western Australia.  Em 1999, seus trabalhos sobre os gêneros Banksia e Dryandra incluídos na série de monografias da série Flora of Australia.
De 1981 a 1993, morou em Canberra e trabalhou editor executivo para a série Flora of Australia. sua revisão sobre o gênero  Verticordia, foi publicada no Nuytsia em 1991. Hoje vive em Perth novamente onde trabalha como consultor. É um associado honorário do Western Australian Herbarium,e professor adjunto de School of Biological Sciences da Murdoch University.

## Publicações
- Orchids of Western Australia (1969)
- A New Eucalypt from Western Australia (1970)
- A List of the Orchidaceae of Western Australia (1971)
- Flowers and Plants of Western Australia (1973)
- The Genus Banksia (1981)
- The Banksias (1981–2002, with Celia Rosser)
- The Banksia Book (1984)
- An Introduction to the Proteaceae of Western Australia (1985)
- "New taxa, combinations and typifications in Verticordia (Myrtaceae: Chamelaucieae)." Nuytsia (1991)
- Notes on Banksia L.f. (Proteaceae) (1996)
- Wildflowers of Southern Western Australia (1996, with Margaret G. Corrick and Bruce A. Fuhrer)
- Banksia in Flora of Australia: Volume 17B: Proteaceae 3: Hakea to Dryandra (1999)
- Dryandra in Flora of Australia: Volume 17B: Proteaceae 3: Hakea to Dryandra (1999)
- William Dampier in New Holland: Australia's First Natural Historian
- The Long Dry: Bush Colours of Summer and Autumn in South-Western Australia